# Zaklodzie (Meteorit)
Koordinaten: 50° 45′ 46″ N, 22° 51′ 58″ O
Zaklodzie ist ein Meteorit, der 1998 bei dem Dorf Zakłodzie in der Landgemeinde Radecznica in Polen gefunden wurde. Die gefundene Masse beträgt 8,68 kg.
Zaklodzie enthält einen hohen Metallanteil und muss unter reduzierenden, d. h. sauerstoffarmen Bedingungen entstanden sein. Obwohl Ähnlichkeiten zu den Enstatit-Chondriten bestehen, zeigt Zaklodzie auch achondritische Strukturen. Deshalb wird dieser Meteorit, ähnlich wie Itqiy, oft als primitiver Enstatit-Achondrit bezeichnet.